# Nasugbu
Nasugbu is een gemeente in de Filipijnse provincie Batangas op het eiland Luzon. Bij de laatste census in 2010 telde de gemeente ruim 122 duizend inwoners.

## Geografie

### Bestuurlijke indeling
Nasugbu is onderverdeeld in de volgende 42 barangays:
| - Aga - Balaytigui - Banilad - Barangay 1 - Barangay 2 - Barangay 3 - Barangay 4 - Barangay 5 - Barangay 6 - Barangay 7 - Barangay 8 - Barangay 9 - Barangay 10 - Barangay 11 | - Barangay 12 - Bilaran - Bucana - Bulihan - Bunducan - Butucan - Calayo - Catandaan - Kaylaway - Kayrilaw - Cogunan - Dayap - Latag - Looc | - Lumbangan - Malapad Na Bato - Mataas Na Pulo - Maugat - Munting Indan - Natipuan - Pantalan - Papaya - Putat - Reparo - Talangan - Tumalim - Utod - Wawa |

## Demografie
Nasugbu had bij de census van 2010 een inwoneraantal van 122.483 mensen. Dit waren 8.557 mensen (7,5%) meer dan bij de vorige census van 2007. Ten opzichte van de census van 2000 was het aantal inwoners gegroeid met 26.370 mensen (27,4%). De gemiddelde jaarlijkse groei in die periode kwam daarmee uit op 2,45%, hetgeen hoger was dan het landelijk jaarlijks gemiddelde over deze periode (1,90%).
De bevolkingsdichtheid van Nasugbu was ten tijde van de laatste census, met 122.483 inwoners op 278,51 km², 439,8 mensen per km².
Agoncillo · Alitagtag · Balayan · Balete · Batangas City · Bauan · Calaca · Calatagan · Cuenca · Ibaan · Laurel · Lemery · Lian · Lipa · Lobo · Mabini · Malvar · Mataasnakahoy · Nasugbu · Padre Garcia · Rosario · San Jose · San Juan · San Luis · San Nicolas · San Pascual · Santa Teresita · Santo Tomas · Taal · Talisay · Tanauan · Taysan · Tingloy · Tuy